# Eschdorfer Friedhof

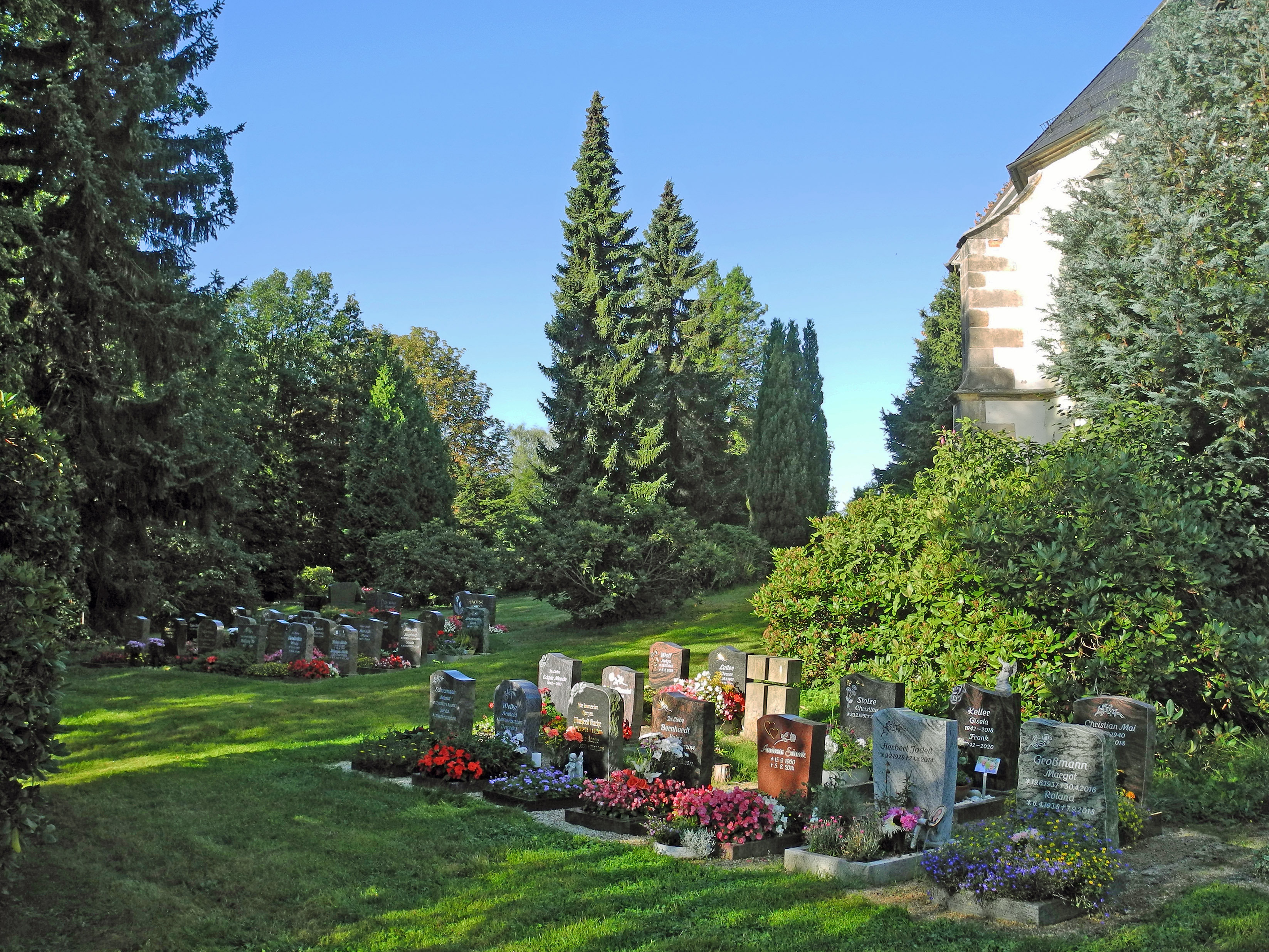
Eschdorfer Friedhof

Der Eschdorfer Friedhof ist ein unter kirchlicher Trägerschaft stehender Friedhof im Schönfelder Hochland im Osten der sächsischen Landeshauptstadt Dresden. Der evangelisch-lutherische Friedhof dient als Ruhestätte für Verstorbene aus Eschdorf, Rossendorf und Wünschendorf. Zusammen mit der Kirche, der Friedhofsmauer und zwei Grabstätten (Bienert und Gräfe) steht der Eschdorfer Friedhof unter Denkmalschutz.

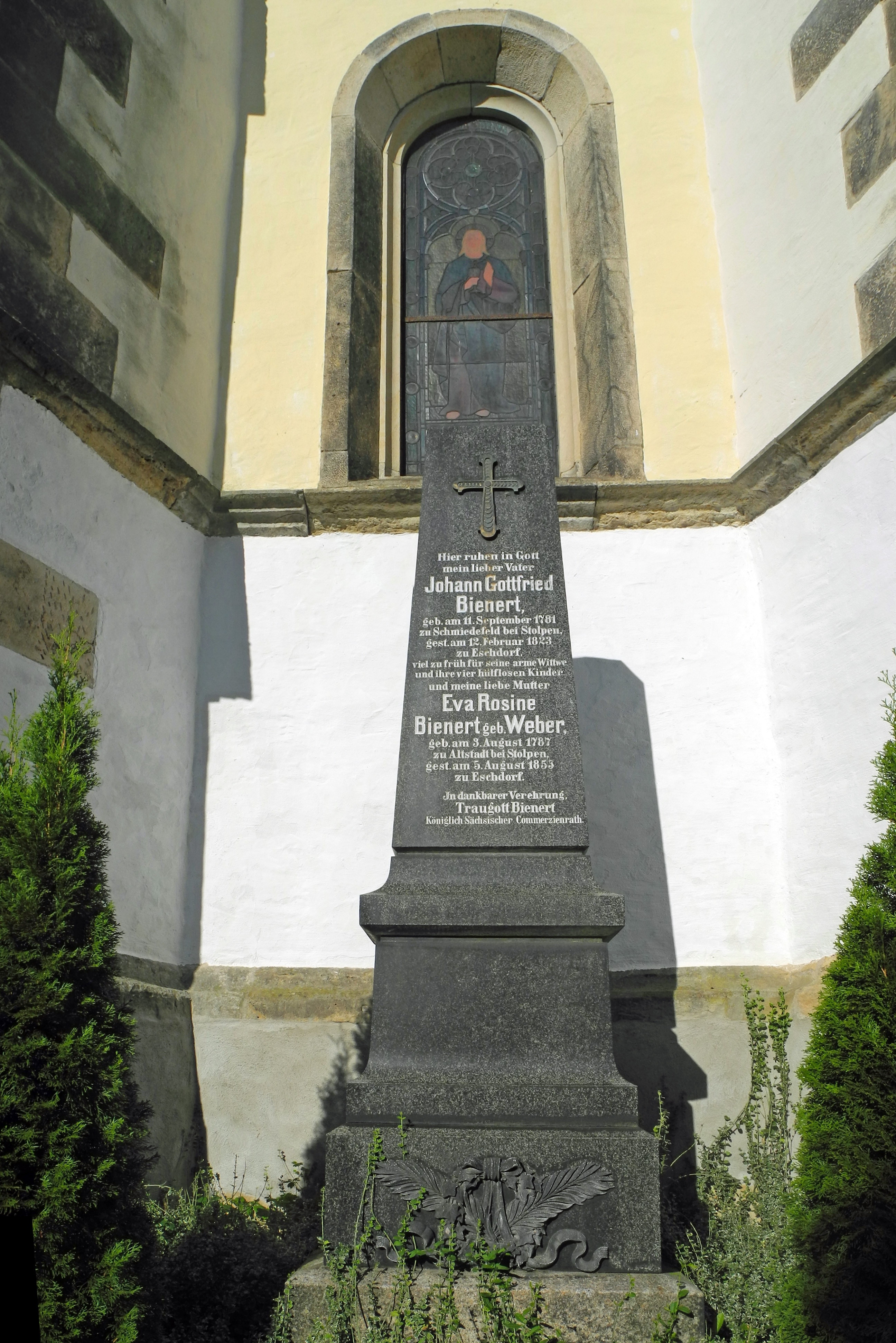
Grabstätte des Mühlenbesitzers Johann Gottfried Bienert (1781–1823) und Eva Rosine Bienert (1787–1853)
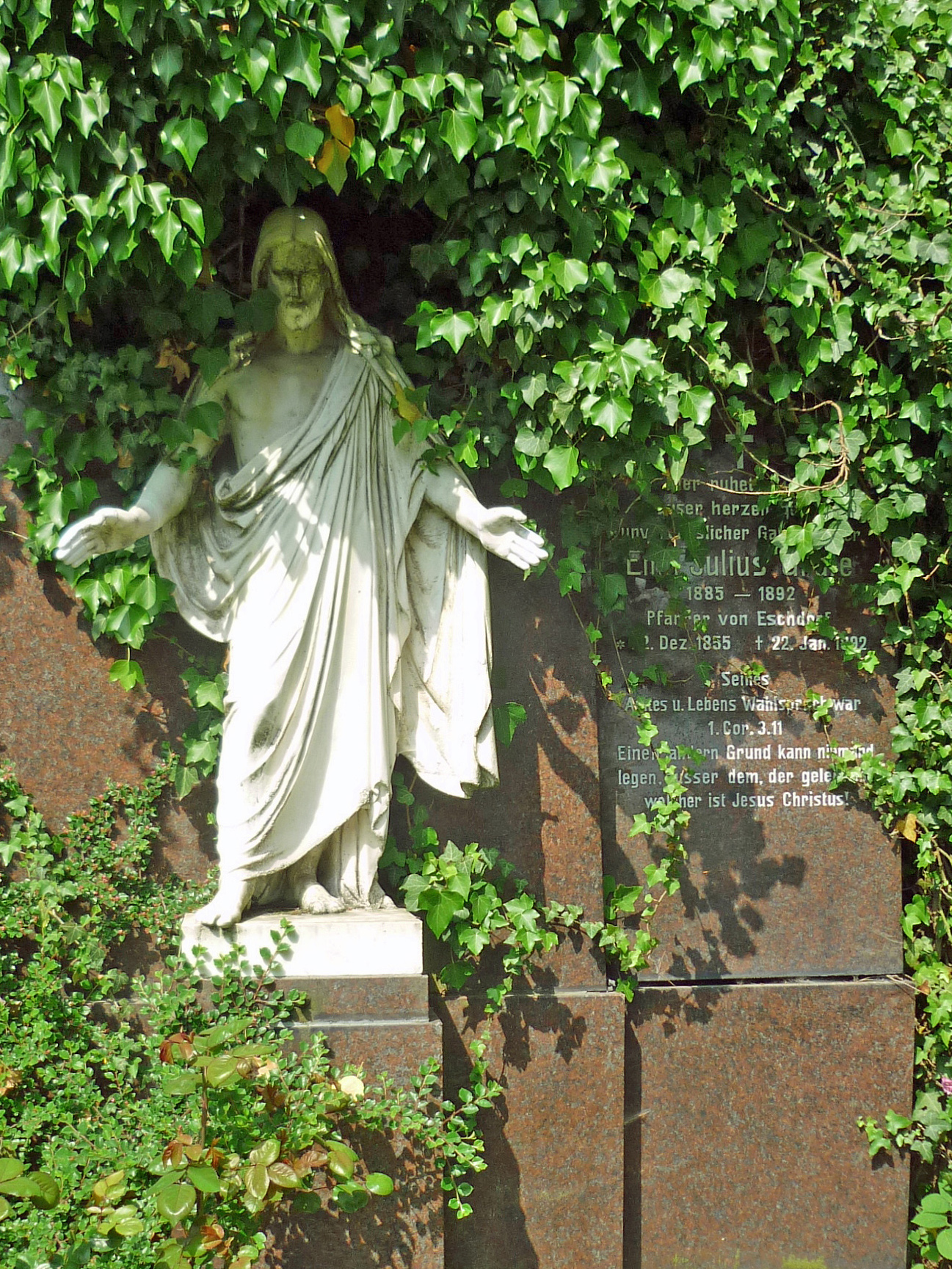
Grabstätte des Pfarrers Emil Julius Gräfe (* 22. Dez. 1855; † 22. Jan. 1892)

Der um 1348 angelegte Kirchhof der St.-Barbara-Kirche wurde 1886/1888 parkähnlich auf die heutige Größe von 3280 Quadratmetern erweitert. Er gehört damit zu den ältesten, zugleich kleineren Friedhöfen in Dresden.
Mit 36 Jahren verstarb der zur Zeit der Erweiterung in Eschdorf tätige Pfarrer Emil Julius Gräfe im Januar 1892. Sein mit einer Christusfigur verzierter Grabstein an der Kirchwand steht unter Denkmalschutz, ebenso der etwas ältere Grabstein des Mühlenbesitzerpaars Bienert, den deren Sohn Gottlieb Traugott Bienert errichten ließ.
In den Jahren 1990/91 wurde eine moderne, kommunale Feierhalle außerhalb des Friedhofs erbaut.